# IHF Volley
La IHF Volley è una società pallavolistica femminile italiana con sede a Frosinone.

## Storia
La IHF Frosinone raggiunge la Serie B1 nella stagione 2010-11: il primo posto in classifica al termine della regular season consente alla squadra di accedere alla Serie A2 per la stagione 2011-12, condotta in modo mediocre; diversamente invece è l'annata 2012-13 dove vince la Coppa Italia di categoria e si qualifica per i play-off promozione venendo sconfitta in semifinale.
La rinuncia di alcune squadra a partecipare alla Serie A1 2013-14 consente al club di Frosinone di essere ripescato nella massima categoria: la prima stagione si conclude con una tranquilla salvezza; tuttavia al termine di questa, la società cede il titolo sportivo alla Pallavolo Scandicci e la società si dedica esclusivamente all'attività giovanile.

## Palmarès
- Coppa Italia di Serie A2: 1

2012-13